# Diagrama de color-magnitud para galaxias

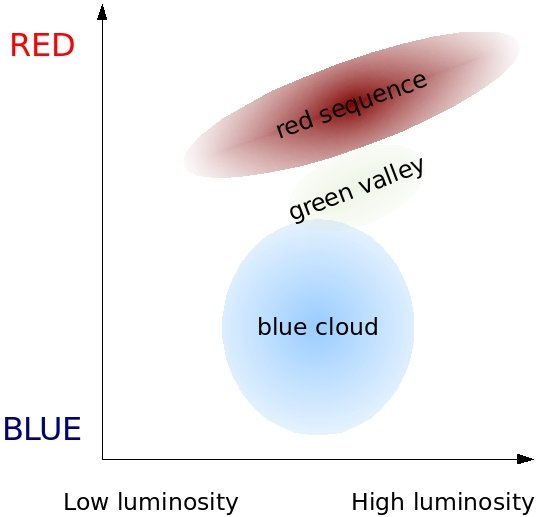
Diagrama color-magnitud para galaxias esquemático en el que pueden apreciarse las tres poblaciones que lo componen: la secuencia roja, el valle verde, y la nube azul.

El diagrama de color-magnitud para galaxias es un gráfico que muestra la relación existente entre la luminosidad, magnitud absoluta, y masa de las galaxias. desarrollada en 2003 de manera preliminar por Eric F. Bell y sus colaboradores de la exploración COMBO-17 para explicar la distribución bimodal de galaxias rojas y azules que se veían en los análisis de los datos del SDSS, e incluso mucho antes en 1961 en estudios realizados por el astrónomo Gerard de Vaucouleurs
Tres regiones pueden diferenciarse en éste: la nube azul, que incluye galaxias azules con elevada actividad de formación estelar (galaxias espirales e irregulares sobre todo),  el valle verde, la zona menos poblada y que incluye cierto número de galaxias espirales, y finalmente la secuencia roja, que incluye galaxias rojas de tipo temprano con muy baja o nula formación estelar y en general de tipo temprano (galaxias elípticas y lenticulares). Se piensa que nuestra galaxia y la de Andrómeda pertenecen a la segunda, estando en transición de la nube azul a la secuencia roja al ir disminuyendo su actividad de formación estelar. Investigaciones recientes, sin embargo, muestran que el valle verde realmente está formado por dos poblaciones distintas de galaxias: una de galaxias de tipo tardío, en las que la formación estelar ha ido disminuyendo al irse agotando el gas disponible para la formación de estrellas tras interrumpirse el suministro de gas a ellas, y otra de galaxias de tipo temprano donde tanto el suministro de gas como las reservas de este han sido destruidos rápidamente, seguramente debido a una fusión entre galaxias y/o a un núcleo galáctico activo.
A diferencia del Diagrama de Hertzsprung-Russell para las estrellas, éste diagrama no determina por completo las propiedades de una galaxia según su situación en éste. Además muestra evolución considerable al ir avanzando el tiempo; en el Universo temprano la secuencia roja era más constante en color a través de las magnitudes de las galaxias que la formaban, y la nube azul no estaba distribuida de modo uniforme sino que mostraba cierta progresión en secuencia.